# Kutterpullen

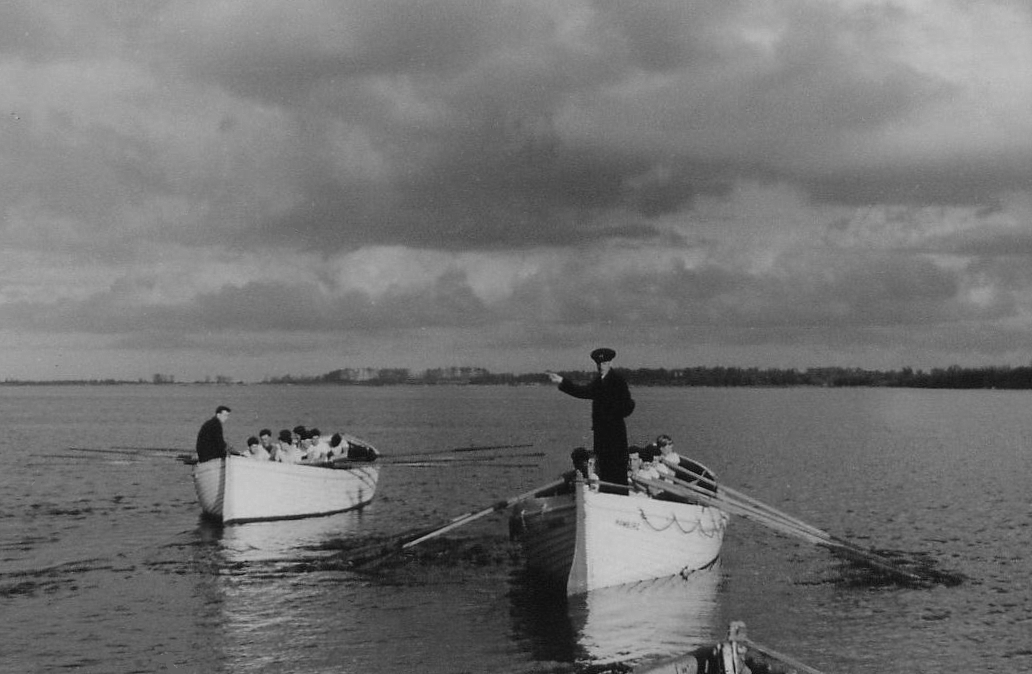
Kutterpullen der Seemannsschule Priwall auf der Pötenitzer Wiek (1955)

Kutterpullen ist eine Teildisziplin des Seesports, bei der ein Team von zehn (früher auch sechs) Leuten und einem Steuermann oder einer Steuerfrau einen Kutter (ein Beiboot größerer Schiffe) über eine festgelegte Distanz, meist zwischen 1000 und 5000 Meter, rudert („pullt“). Dabei sitzen die Rudernden paarweise nebeneinander in den Duchten an den Riemen. Eine stehende Person sorgt für den richtigen Kurs und die Motivation der Mannschaft. Um eine gleichmäßige Ruderbewegung zu gewährleisten, orientieren sich die Ruderer an den beiden vor dem Steuernden sitzenden Schlagleuten.

## Geschichte
Kutterpullen hat sich seit etwa 1970 an verschiedenen Orten in Deutschland und Europa als Sport entwickelt. Der Hintergrund sind Trainingseinheiten der Marine und der Handelsschifffahrt, Wettkämpfe zwischen Seemannsschulen in Deutschland, Seefahrtschulen und Seesportvereinen und die Traditionspflege nautischer Kameradschaften.

## Kutterrennen (Auswahl)

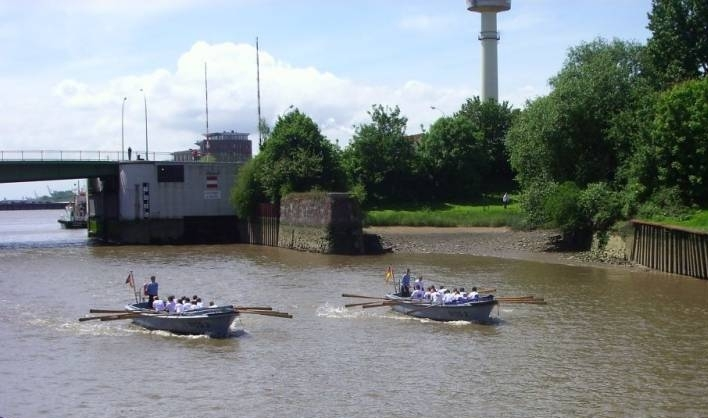
Kutterpullen vor der Geestemündung (2006)

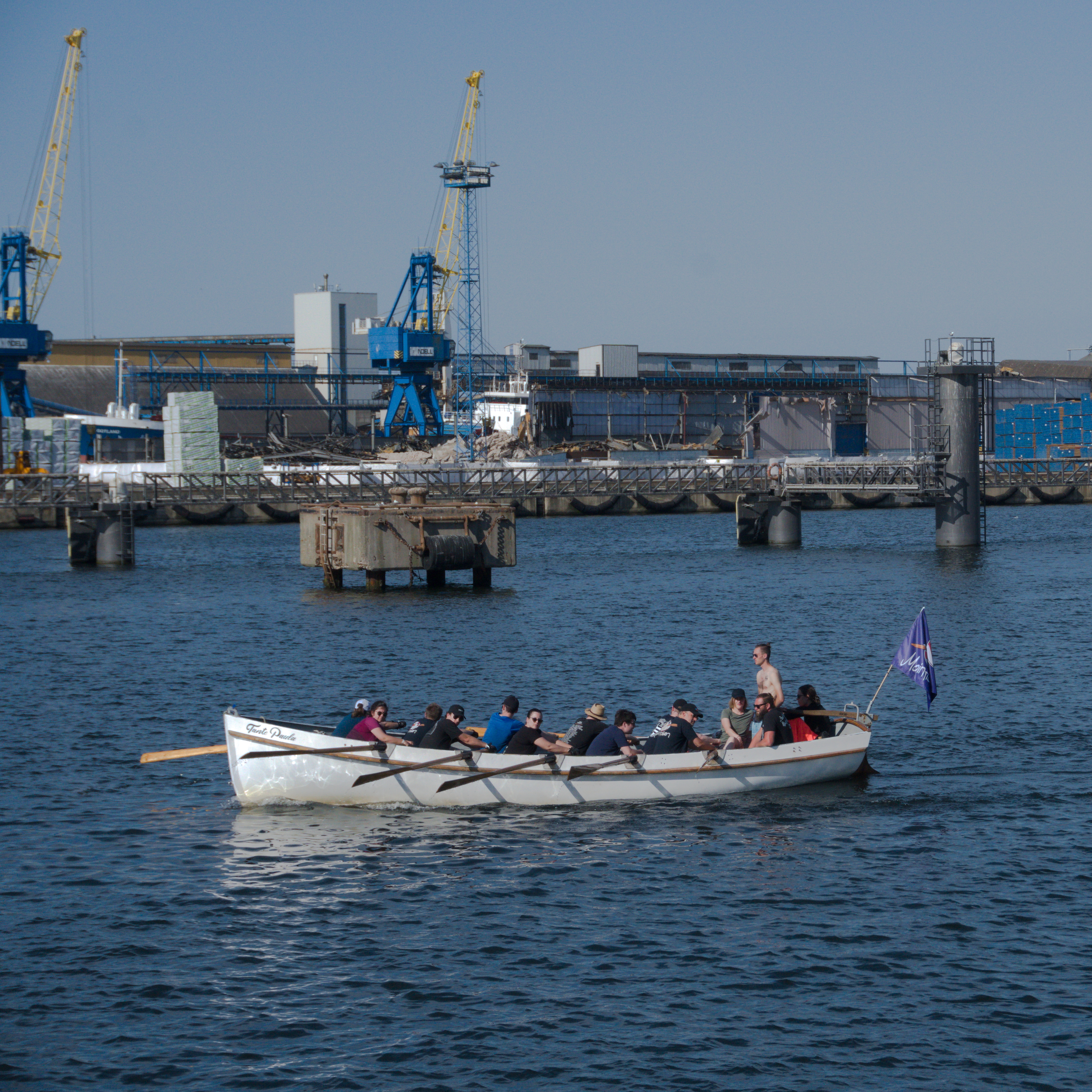
Kutterpullen im Hafen von Wismar

Kutterrennen finden das ganze Jahr über statt, wenn die Wasserstraßen eisfrei sind. Überregional bekannt sind die Kutterrennen in:
- Bernburg, seit dem Jahr 2000 im jährlichen Rhythmus als Kutterruderpokal ausgetragen, ab 2016 auch als Saalepokal[1]
- Bremen: Bremer Stadtmeisterschaft
  - Vegesack: Festival Maritim (erstes Wochenende im August), Cup um das Blaue Band
- Bremerhaven: Hochschulfest der Hochschule Bremerhaven (erstes Wochenende im Juni)
- Cuxhaven: Open Ship
- Elsfleth: Seefahrtschulfest (des Fachbereiches Seefahrt der Jade Hochschule) bei den Elsflether Seefahrtstagen – traditionell Mitte Mai
- Flensburg, an der Marineschule Mürwik
- Görlitz: Kutterrennen im Hafen Tauchritz nach dem jährlichen Kutterduell der Görlitzer Gymnasien[2]
- Hamburg
- Ketzin/Havel: Ketziner Havelfest, Deutsche Meisterschaft im 5000 m
- Kiel: Kieler Woche[3]
- Plön: Kutterpullen ist ein Pflichtteil der Unteroffiziersausbildung an der Plöner Marineunteroffizierschule, die ganzjährig eine starke wettbewerbsfähige Mannschaft beheimatet. Auf dem Plöner See finden deshalb öfter kleinere Veranstaltungen statt.
- Rathenow: hier agiert seit dem Jahr 1965 ein Kutterruderverein, der sich unter dem aktuellen Namen Seesportclub Rathenow auch schon erfolgreich an deutschen Meisterschaften beteiligt hat.[4]
- Rotterdam
- Stettin
- Warnemünde: Kutterrennen der Seefahrtschule Warnemünde – traditionell Anfang Oktober
- Wassersuppe (Seeblick): Deutsche Meisterschaft
- Wismar: studentisches Kutterrudern

Die kurze Distanz von 1000 m wird auch als Kutterrace bezeichnet und in etwa 6 Minuten bewältigt. Als Königsklasse im Kutterrudern wird dagegen die Strecke über 10.000 m angesehen.

## Abpullen
Alter Marinebrauch ist es, scheidende Kommandanten „abzupullen“, d. h. mit einem Kutter von der Steuerbordseite seines Schiffs an Land zu bringen. Die Kutterbesatzung besteht ausschließlich aus Offizieren. Die Schiffsbesatzung ehrt den Kommandanten mit einer Front.